# Rozsudek ráže 9
Rozsudek ráže 9 je devatenáctý román amerického spisovatele Michaela Connellyho. Jedná se o druhou knihu, v níž se objevuje právní obhájce Michael "Mickey" Haller. Ten se poprvé objevil v Connellyho bestselleru Advokát z roku 2005.

## Děj knihy
Od událostí z předchozího románu uběhl jeden rok, během nějž se obhájce Mickey Haller zotavoval ze svých zranění a následné závislosti na prášcích proti bolesti. Ke své právní praxi se Haller vrátí poté co je zavražděn právník Jerry Vincent. Haller s ním v minulosti často spolupracoval a zdědí všechny jeho otevřené případy, včetně vysoce sledovaného případu hollywoodského magnáta Waltera Elliota, který je obviněn z vraždy své ženy Mitzi a jejího německého milence.
Vincentovu vraždu mezitím vyšetřuje losangeleský policejní detektiv Harry Bosch, který je hlavní postavou několika předchozích Connellyho románů. Bosch Hallera varuje, že by Vincentův vrah mohl jít i po něm, a přesvědčí ho, aby s ním spolupracoval na vyšetřování. Mezitím se Haller pomalu dostává zpátky so tempa po dlouhé pauze a připravuje se na proces s obžalovaným z dvojnásobné vraždy.
Mezi Hallerovými novými případy je i bývalý šampión v surfování jménem Patrick, který si po úrazu na surfu vybudoval závislost na prášcích proti bolesti, a v domě svého kamaráda ukradl diamantový náhrdelník. Hallerovi je Patricka trochu líto, protože i on má své zkušenosti se závislostí, a tak jej najme jako řidiče svého Lincolnu. Podaří se mu dosáhnout stažení všech Patrickových obvinění, když se pokusí dokázat, že diamanty v náhrdelníku jsou falešné.
Za pomoci svého vyšetřovatele Cisca a asistentky Lorny (která je jednou z jeho dvou bývalých manželek) Haller připraví strategii na obhajobu svého klienta. Vychází z faktu, že povýstřelové stopy střelného prachu nalezené na Elliotových rukou se tam dostaly při kontaktu se sedadlem v policejním autě, které bylo stejného dne dříve použito pro převoz jiného zadrženého. Taky se snaží vyvolat pochyby o tom, zda skutečným vrahovým cílem byla Mitzi nebo její milenec. Walter se mu později přizná, že má styky s mafií, a myslí si, že to oni zavraždili jeho ženu a právníka Jerryho Vincenta.
Na základě informací získaných od Bosche dojde Haller k podezření, že Vincent podplatil někoho u soudu, aby do poroty dostal porotce, který mu pomůže dosáhnout verdiktu ve prospěch Waltera Elliota bez ohledu na předložené důkazy. Během vyšetřování zjistí, že jeden z porotců ukradl identitu někoho jiného a zajistí aby se tato informace dostala k soudci v Elliotově případu, což by vedlo k pozastavení soudního procesu. Mezitím se však Elliot Hallerovi přizná, že Mitzi a jejího milenci ve skutečnosti zabil, a Haller tak začne pochybovat o výsledku procesu. Později večer přijme telefonát od policie, že jeden z jeho bývalých klientů si vyžádal jeho pomoc. Když dorazí na místo setkání, někdo na něj zaútočí a pokusí se jej shodit ze srázu. Bosch a jeho tým však Hallera celou dobu sledovali, a dorazí na místo právě včas, aby zabránili další vraždě. Z útočníka se vyklube onen nastrčený falešný porotce.
Haller dojde k závěru, že tím kdo umožnil manipulaci se složením poroty, je zkorumpovaná soudkyně, a když jí vystaví důkazům, dosáhne jejího zatčení. Když zjistí, že Walter Elliot a jeho sekretářka byli zavraždění, domnívá se, že i za těmito vraždami stojí tato soudkyně. Nakonec se ale ukáže, že v tomto případě vzali spravedlnost do svých rukou členové rodiny Mitziina milence, před tím než se vrátili zpátky do Německa.
Haller netuší, že Bosch je ve skutečnosti jeho nevlastním bratrem, i když tento fakt už byl v dřívějších Connellyho knihách odhalen. Haller na to přijde na konci této knihy, a to především díky Boschově podobnosti s jeho otcem (který byl také právníkem), ale pro tuto chvíli si spolu nedomluví žádné budoucí setkání.